# Kawasaki Ki-64
Kawasaki Ki-64 (oznaczenie amerykańskie - Rob) – prototypowy japoński samolot myśliwski z okresu II wojny światowej zaprojektowany w firmie Kawasaki przez Takeo Doia. Samolot miał nietypowy system napędowy składający się z dwóch połączonych razem silników napędzających śmigła przeciwbieżne oraz równie nietypowy system chłodzenia silników przez całą powierzchnię skrzydeł. Zbudowano tylko jeden prototyp, projekt został porzucony w 1944.

## Tło historyczne
W 1939 Takeo Doi (土井 武夫), pomimo licznych zajęć nad Kawasaki Ki-45 i pracą nad projektami, które w przyszłości zaowocowały samolotami Kawasaki Ki-60 i Ki-61, rozpoczął także wstępne prace projektowe nad nowym myśliwcem o niekonwencjonalnej konstrukcji. W tym czasie projekt nie został oficjalnie autoryzowany przez dowództwo Armii i czasowo został on porzucony. W listopadzie 1940 projekt otrzymał oficjalną zgodę Armii i został wskrzeszony pod oznaczeniem Ki-64, według wymagań dowództwa Armii samolot miał osiągać prędkość przynajmniej 700 km/h na wysokości 5000 metrów i być w stanie wspiąć się na tę wysokość w co najwyżej pięć minut.
Współpracując z inżynierami z fabryki silników w Akashi, Takeo Doi zdecydował się użyć do napędu nowego samolotu silnika Kawasaki Ha-201, który faktycznie składał się z dwóch, 12-cylindrowych, chłodzonych wodą silników Kawasaki Ha-20.

## Opis konstrukcji
Kawasaki Ki-64 był jednomiejscowym, jednosilnikowym dolnopłatem o konstrukcji całkowicie metalowej. Samolot miał klasyczne podwozie z kołem ogonowym, podwozie główne było wciągane w locie. Kabina pilota była zamknięta.
Napęd stanowiły dwa, 12-cylindrowe, chłodzone wodą silniki Kawasaki Ha-20 pracujące jako jedna jednostka napędowa o łącznej mocy 2350 KM na wysokości morza (2200 KM na wysokości 3900 m n.p.m.), silnik napędzał dwa trzypłatowe śmigła w układzie przeciwbieżnym. Oba silniki znajdowały się w centralnej części kadłuba, jeden silnik znajdował się przed kabiną pilota, a drugi silnik był położony za kokpitem. Przednie śmigło o zmiennym skoku napędzane było przez tylny silnik, a tylne śmigło o stałym skoku napędzane było przez przedni silnik.
Samolot miał bardzo nietypowy system chłodzenia silników, który używał prawie całej powierzchni skrzydeł i klap jako radiatora. Do chłodzenia silników używana była woda, w każdym skrzydle znajdował się 70-litrowy zbiornik, a łączna powierzchnia skrzydeł używana jako radiator wynosiła 24 metry kwadratowe. Przedni silnik miał chłodnicę na lewym skrzydle, a tylny na prawym. Skrzydła o zmodyfikowanym profilu laminarnym zawierały także zbiorniki z paliwem.
Samolot mierzył 11,03 m długości, rozpiętość skrzydeł wynosiła 13,5 m, a jego wysokość 4,25 m, powierzchnia skrzydeł wynosiła 28 metrów kwadratowych, obciążenie powierzchni skrzydeł wynosiło 182 kg/m2. Masa własna samolotu wynosiła 4050 kg, a masa startowa 5100 kg. Samolot osiągał prędkość 590 km/h na wysokości 5000 m, wejście na tę wysokość zabierało mu 5 minut i 30 sekund. Pułap maksymalny wynosił 12,000 m, a zasięg 1000 km.
Uzbrojenie samolotu składało się z czterech działek Ho-5 kalibru 20 mm; dwa znajdowały się w dolnej części kadłuba pod nosem oraz po jednym w każdym skrzydle.

## Historia
Nietypowa instalacja silników została bardzo dokładnie przetestowana w czasie badań prototypu w tunelu aerodynamicznym, w tym czasie jeden egzemplarz Kawasaki Ki-61 został specjalnie zmodyfikowany w celu przetestowania na nim systemu chłodzenia silników Ki-64. Wyniki testów były bardzo zadowalające, powierzchniowy system chłodzenia pozwalał na zwiększenie maksymalnej prędkości samolotu o około 40 km/h i nie wydawał się bardzo podatny na uszkodzenia bojowe.  Jego podstawową wadą było ograniczeni dostępnego miejsca w skrzydłach na zbiorniki z paliwem, co z kolei zmniejszało zasięg samolotu.
Pierwszy i jedyny prototyp został ukończony w grudniu 1943. Odbyto na nim tylko pięć lotów, w czasie ostatniego lotu zapalił się w nim tylny silnik i pilot został zmuszony do awaryjnego lądowania uszkadzając przy tym samolot.  Uszkodzony silnik został odesłany do naprawy w fabryce w Akashi, a reszta samolotu została odesłana na naprawę do Gifu. Po wypadku zaprzestano dalszych prac nad samolotem koncentrując się na produkcji i projektach bardziej konwencjonalnych konstrukcji. W późniejszym czasie zaproponowano jeszcze zaprojektowanie wersji Ki-64 KAI z silnikami o większej mocy i prędkości maksymalnej wynoszącej około 800 km/h, ale ten projekt nigdy nie powstał.
Po wojnie fragmenty kadłuba samolotu i skrzydeł zawierające system chłodniczy zostały wysłane do bazy USAAF w Wright Field.